# Magnetometr protonowy

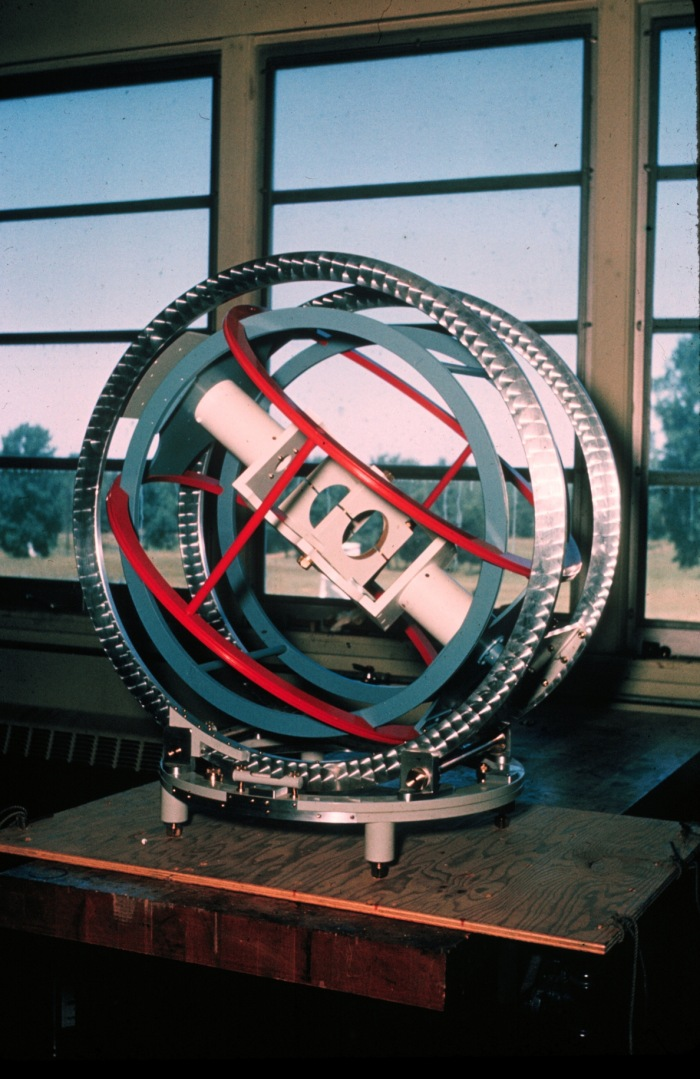
Magnetometr protonowy 1967 roku

Magnetometr protonowy (ang. Proton precession magnetometer) – urządzenie do pomiaru natężenia ziemskiego pola magnetycznego, umożliwiające między innymi wykrywanie obiektów bogatych w żelazo (Fe) na lądzie i w wodzie.
Magnetometr ten wykorzystuje rezonans jądrowy protonów w polu magnetycznym Ziemi (Earth’s Field Nuclear Magnetic Resonance) do wykrywania drobnych zmian w polu.